# Michelangelo Naccherino

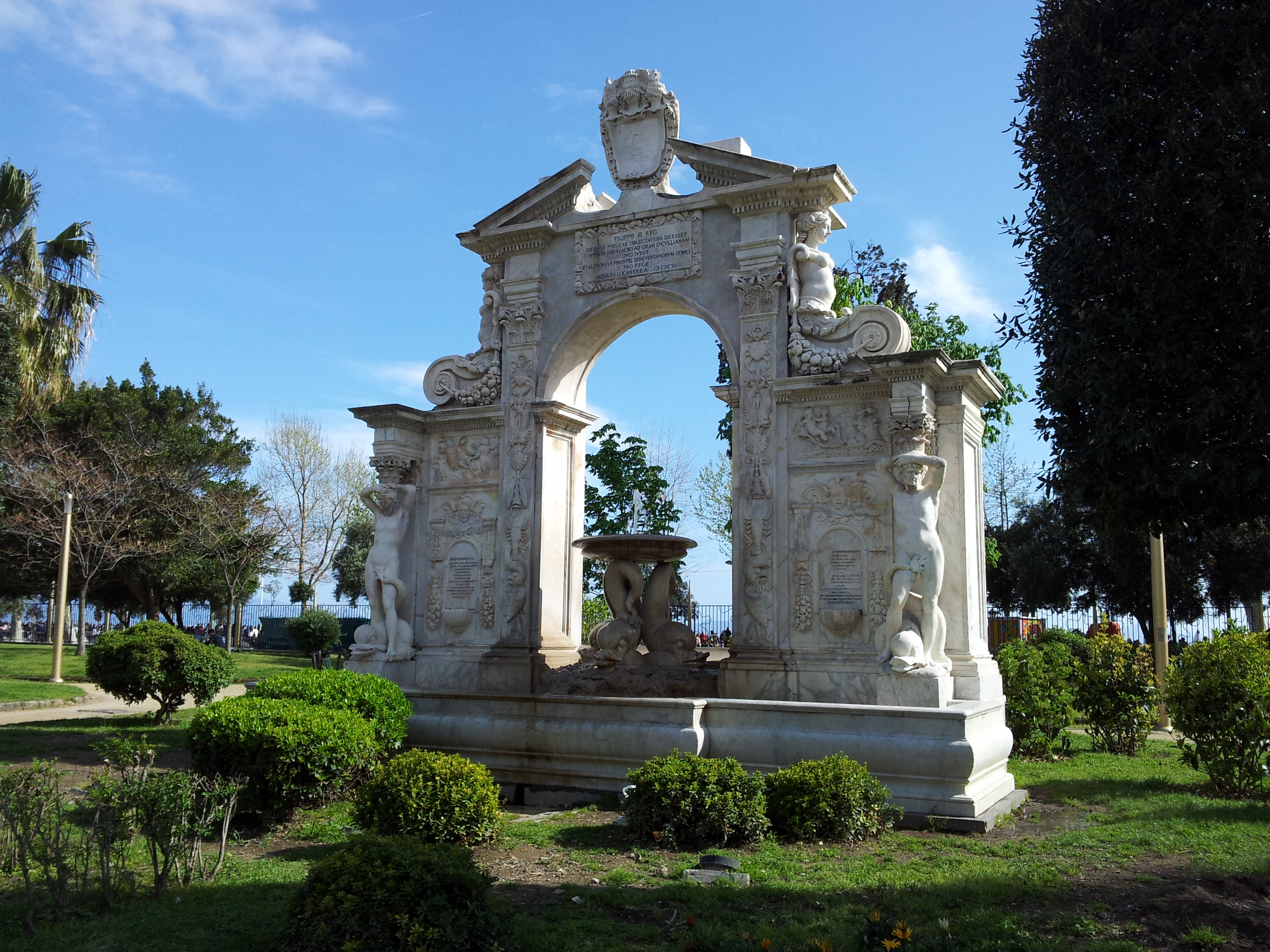
La Fontana di Santa Lucia (o del Naccherino) a Napoli: una delle opere dell'artista

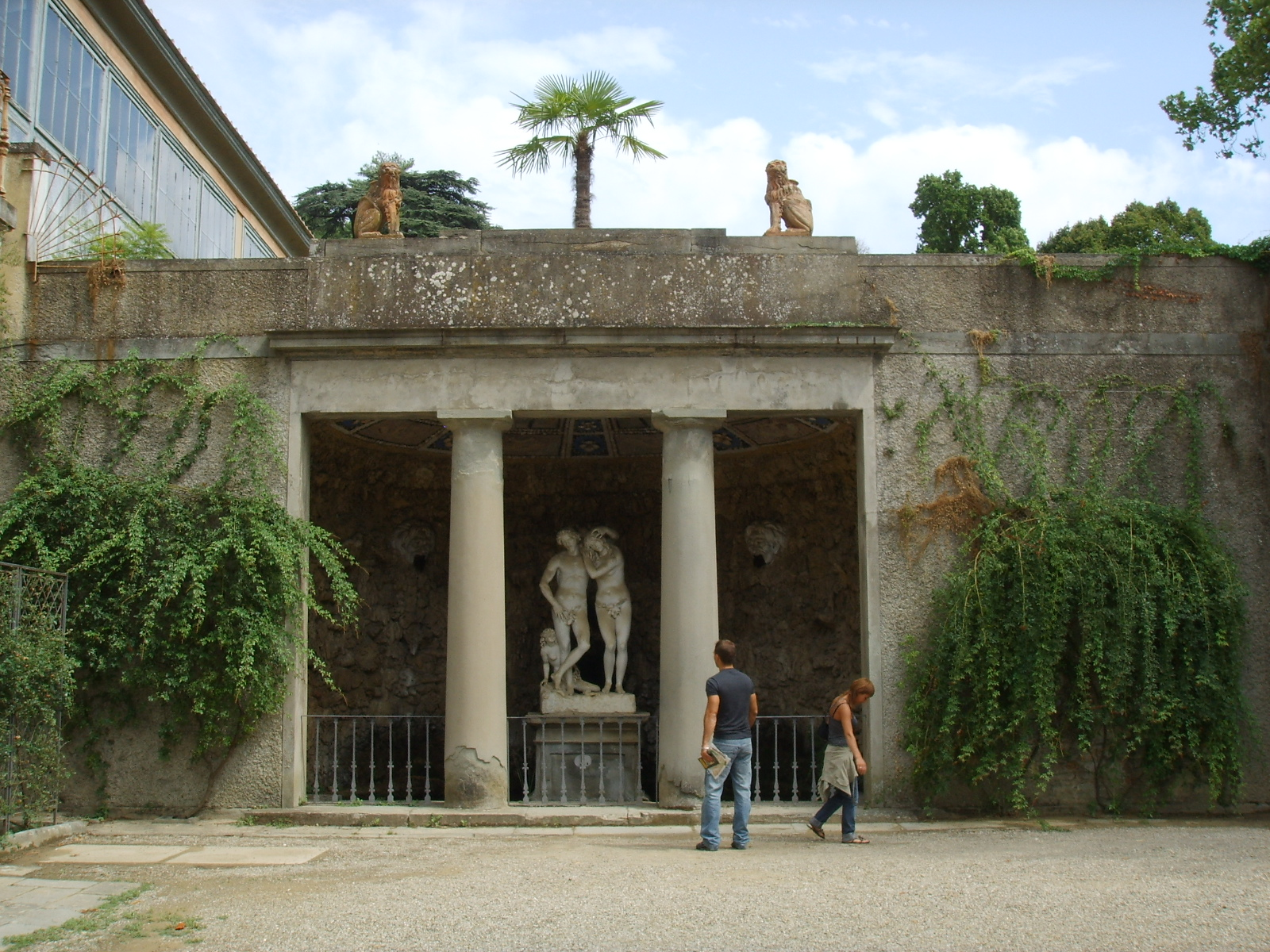
La Grotta di Adamo ed Eva

Michelangelo Naccherino (Firenze, 6 marzo 1550 – Napoli, febbraio 1622) è stato uno scultore e architetto italiano particolarmente attivo nel Regno di Napoli e di Sicilia, dove promosse un'opera generale di rinnovamento artistico, seguendo lo spirito della Controriforma.

## Biografia

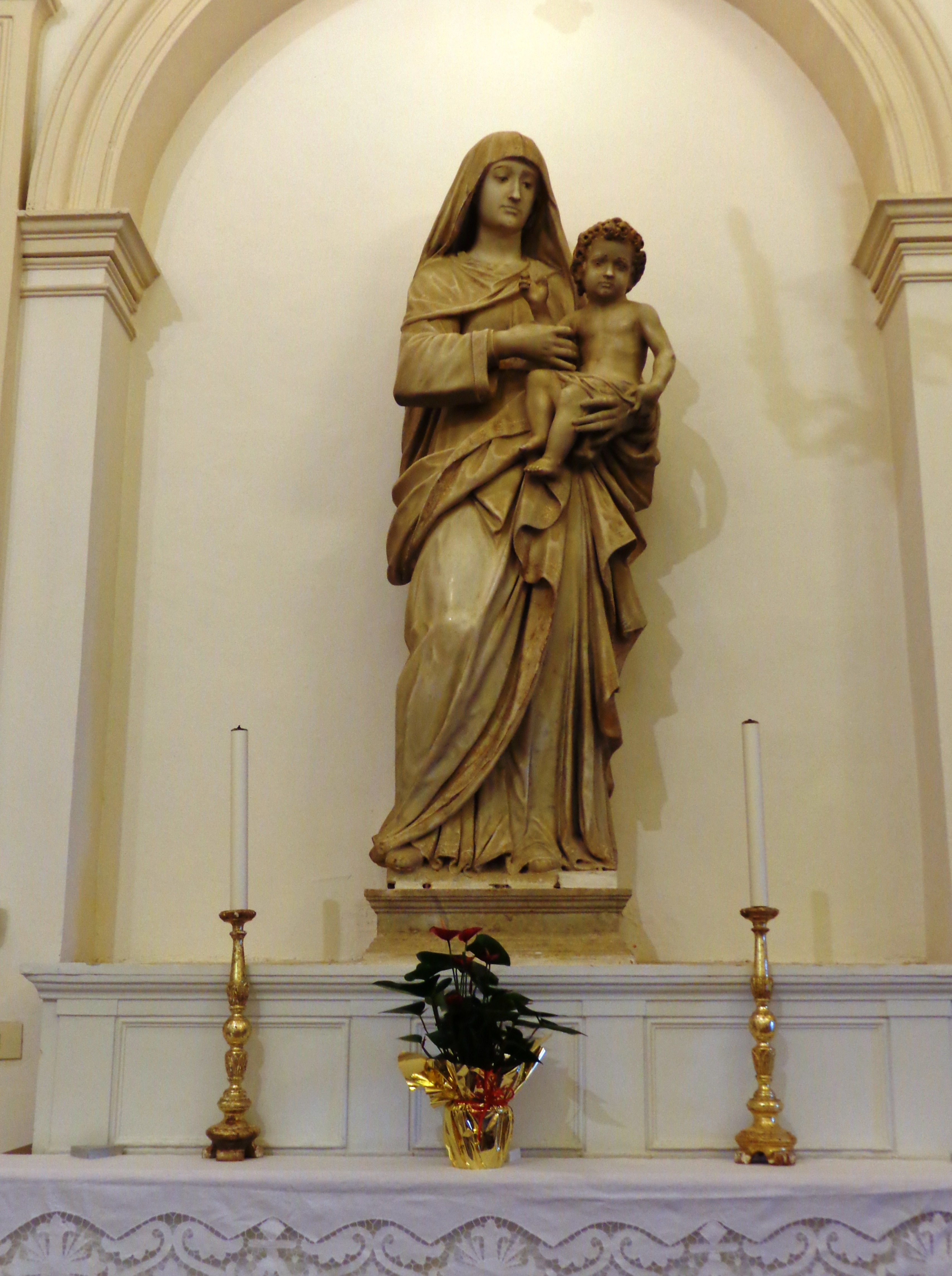
Madonna col Bambino, chiesa di Sant'Agata di Castroreale

Nel capoluogo toscano fu allievo del Giambologna, da lui stesso accusato di empietà.  Nel 1573 si trasferì dal Granducato di Toscana al Regno di Napoli dove iniziò una feconda carriera. Tra il 1575 e il 1577 fu attivo a Palermo, dove lavorò insieme a Camillo Camilliani alla Fontana Pretoria, scultore e supervisore del montaggio dei 664 pezzi di cui si compone l'opera progettata da Francesco Camilliani.
Ritornato a Napoli, iniziò a lavorare nelle più importanti chiese della città, realizzando dei veri capolavori della scultura manierista. 1588-1589 è datato il sepolcro di Alfonso Sanchez nella basilica della Santissima Annunziata Maggiore; nel 1599 scolpì il crocifisso nella chiesa di San Carlo all'Arena.
Agli inizi del XVII secolo fu autore, insieme ad altri scultori e architetti come Pietro Bernini, di alcune fontane molto famose come la fontana di Santa Lucia e la fontana del Gigante. Nel 1607 partecipò al concorso per la realizzazione della reale cappella del Tesoro di san Gennaro che vide concorrere alcuni tra i più noti architetti dell'epoca come Ceccardo Bernucci, Giovan Battista Cavagna, Giulio Cesare Fontana, Francesco Grimaldi, Giovanni Cola di Franco, Giovan Giacomo Di Conforto e Dionisio Nencioni di Bartolomeo. I progetti furono giudicati da una commissione a Roma e tra essi furono preferiti quelli di padre Grimaldi e Giovanni Cola di Franco.
Alla costruzione della Cappella del Tesoro il Bernucci ebbe l'incarico di demolire il preesistente e scavare le fondamenta; la prima pietra dell'edificio fu incisa dal Naccherino e la direzione del cantiere fu affidata al Cola di Franco e successivamente Cristoforo Monterosso si occupò della direzione della parte artistica.
Nel 1612 lo si vide attivo a Capri, con alcuni sepolcri conservati nella chiesa di Santo Stefano e nel 1616 di nuovo a Firenze, ove realizzò il gruppo scultoreo di Adamo ed Eva nel Giardino di Boboli. Lo scultore visse in una casa nella zona di Materdei che dopo la sua morte fu donata ai domenicani di Santa Maria della Sanità, nella cui chiesa il Naccherino scolpì la Madonna della Sanità agli inizi del XVII secolo.
Annoverabili tra i seguaci del Naccherino (come peraltro del Bernini) vi sono senz'altro gli artisti maggiori come Giuliano Finelli e quelli minori tra cui Francesco Cassano, Tommaso Montani, Angelo Landi e Mario Marasi.

## Opere
Tra le opere scultoree più significative che lasciò a Napoli, vanno menzionate:
- Crocifisso, chiesa di San Carlo all'Arena
- Pietà, cappella del Monte di Pietà
- fontana di Santa Lucia (Villa Reale)
- fontana del Gigante (con Pietro Bernini)
- Statue, fontana del Nettuno
- Madonna del Carmine, chiesa di San Giovanni a Carbonara
- busto di Fabrizio Pignatelli, chiesa di Santa Maria Materdomini
- Cristo Risorto, certosa di San Martino
- sepolcro di Ferdinando Maiorca, pontificia reale basilica di San Giacomo degli Spagnoli
- 1601,"Madonna con Bambino", statua marmorea, opera custodita nella chiesa di Sant'Agata di Castroreale.
- 1600, "Madonna con bambino", Santuario Santa Maria degli Angeli, Vibo Valentia
- Per la cripta del Duomo di Salerno, due statue gemelle in bronzo raffiguranti San Matteo, poste sulla tomba dell'Evangelista
- Per la cripta del Duomo di Amalfi, una statua colossale raffigurante Sant'Andrea, in bronzo, donata da Filippo III di Spagna
- XVI secolo, San Matteo, scultura raffigurante l'evangelista, opera collocata nella nicchia della Cappella di San Luca nella basilica della Santissima Annunziata di Firenze.
- Madonna immacolata. Chiesa S Francesco  - Stilo RC
- Busti-ritratto dei fratelli Giulio e Ascanio Mozzagrugno, per l'omonima tomba monumentale nella Basilica cattedrale dell'Assunta di Lucera